# Rockbird
Albums de Deborah Harry
Koo Koo
(1981) Once More into the Bleach
(1988)
Rockbird est le second album studio de la chanteuse Deborah Harry sorti en 1986. L'album fut produit par l'un des membres du groupe J. Geils Band, Seth Justman. L'album sortit le 29 novembre 1986 via Geffen Records aux États-Unis et Chrysalis Records au Royaume-Uni. L'album fut aussi publié sous plusieurs versions au niveau de la couverture, le lettrage apparut en vert, orange, violet et en jaune(avec de légères variations de coloris en fonction des techniques et des pays d'impression). Ces quatre lettrages colorés sont la création de l'artiste Stephen Sprouse. Il a utilisé ces mêmes couleurs sur les sacs et T-shirts de la série Graffiti pour Louis Vuitton. Un livre sur Sprouse a également été édité en quatre versions différentes (couverture verte, orange, violette et jaune).
L'album atteignit la 31e position dans les charts britanniques le 29 novembre 1986  et la 97e position au Billboard 200 le 24 janvier 1987. Le single In Love With Love se classe numéro 1 le 11 juillet 1987 au Hot Dance Club Songs et resta classé 12 semaines dans les charts.

## Liste des titres
Vinyle – Geffen Records (GHS 24123,  États-Unis)
| A1. | I Want You                   | Deborah Harry, Toni C.      | 4:36 |
| A2. | French Kissin' in the U.S.A. | Chuck Lorre                 | 5:12 |
| A3. | Buckle Up                    | Deborah Harry, Seth Justman | 3:48 |
| A4. | In Love With Love            | Deborah Harry, Chris Stein  | 4:30 |

| B1. | You Got Me In Trouble | Deborah Harry, Seth Justman | 4:22 |
| B2. | Free to Fall          | Deborah Harry, Seth Justman | 5:30 |
| B3. | Rockbird              | Deborah Harry, Chris Stein  | 3:09 |
| B4. | Secret Life           | Deborah Harry, Chris Stein  | 3:45 |
| B5. | Beyond the Limit      | Deborah Harry, Nile Rodgers | 4:36 |

## Musiciens
- Deborah Harry - chants, chœurs.
- Chris Stein - guitare (additionnelle), boîte à rythmes & basse (A4, B3).
- Seth Justman - claviers, boîte à rythmes et basse (A1, A2).
- Yogi Horton - batterie (A3, B2, B5).
- Mickey Curry - batterie (B1).
- Gordon Gottlieb - percussions (A2, A3, A4, B4, B5).
- Neil Jason - basse (B1, B2, B5).
- Paul Litteral - trompette (A3, B1, B5).
- James White - solo de saxophone (A1).
- Arno Hecht - solo de saxophone (A3); saxophone ténor (A3, B1, B5).
- Crispin Cioe - solo de saxophone (A2, B5); saxophone alto (A2, A3, B1, B5); saxophone baryton (A3, B1, B5).
- Robert Funk - trombone (A3, B1).
- Magic Dick - harmonica (A1).
- Toni C. - guitare (A1).
- Jocelyn Brown, Connie Harvey, Deborah Harry, La-Rita Gaskins, Seth Justman, Fonda Rae, Judith Spears, Jay Siegel - chœurs.

## Charts
| Pays             | Chart             | Meilleure position | Total semaine | Réf   |
| ---------------- | ----------------- | ------------------ | ------------- | ----- |
| États-Unis       | Billboard 200     | 97                 | 13            | [ 4 ] |
| Royaume-Uni      | UK Albums Chart   | 31                 | 11            | [ 3 ] |
| Suède            | Sverigetopplistan | 30                 | 3             | [ 6 ] |
| Nouvelle-Zélande | RIANZ             | 22                 | 4             | [ 7 ] |